# Nunn-Cohen Amendment
Das Nunn-Cohen Amendment (Title 10, Section 167, U.S. Code) wurde als Ergänzung zum Goldwater-Nichols Act (amerikanisches Bundesgesetz) 1987 vom Kongress verabschiedet und regelte den Status und die Finanzierung der Spezialeinsatzkräfte der Vereinigten Staaten.

## Hintergrund
Der 1986 ratifizierte Goldwater-Nichols Act war die gesetzliche Grundlage zur umfassendsten Militärreform der USA, seit dem National Security Act von 1947. Das Gesetz verpflichtet das US-Verteidigungsministerium zur Verschlankung der Kommandoketten und zur Einrichtung so genannter Unified Combatant Commands, teilstreitkräfteübergreifender Verbundkommandos. Gleichzeitig hatte der Kongress auch ein gemeinsames Kommando für die Spezialeinheiten der US-Streitkräfte „angeregt“, um die operative Koordination der einzelnen Spezialeinsatzkräfte zu gewährleisten und eine Wiederholung desaströser Einsätze wie 1983 bei der Invasion der Insel Grenada (Operation Urgent Fury) künftig zu vermeiden.
Das Verteidigungsministerium der Vereinigten Staaten setzte aber ausschließlich die gesetzlich erforderlichen Änderungen um und ignorierte diese „Empfehlung“.

## Das Gesetz
Daraufhin brachte der demokratische Senator Sam Nunn aus Georgia (Vorsitzender des Verteidigungsausschusses des Senates) zusammen mit dem republikanischen Senator William Cohen aus Maine (wurde 1997 Verteidigungsminister) den ergänzenden Gesetzesentwurf ein, der anschließend vom Kongress ratifiziert wurde.
Das Nunn-Cohen Amendment verfügte explizit die Einrichtung eines eigenen Verbundkommandos für die US Special Operations Forces, des US Special Operation Command (SOCOM), das von nun alle entsprechenden Verbände und Einheiten einheitlich ausbilden, ausrüsten, bereitstellen (für andere Unified Combatant Commands, die Spezialeinsatzverbände in ihrem regionalen Verantwortungsbereich benötigen und nach dem chop-Prinzip anfordern), aber auch selber führen sollte. Darüber hinaus wurde eine eigene Finanzierungsquelle unabhängig von der Entscheidung des Vorsitzenden der Vereinigten Stabschefs und der Haushaltsplanung der übrigen Streitkräfte festgelegt. Das bedeutete, dass das Budget für das SOCOM und alle ihm unterstehenden Einheiten nicht mehr von den Mutterteilstreitkräften bestritten wurde, sondern direkt aus einem Sonderposten des Verteidigungsministeriums. Neben dem Verlust der operativen Kontrolle war es den Mutterteilstreitkräften nun auch nicht mehr möglich, „über die Hintertür“ der Finanzierung ihre zum Teil immer noch ungeliebten (weil verhältnismäßig kostenintensiven) Spezialeinsatzkräfte zu kontrollieren.
Dadurch entstand de facto eine fünfte Teilstreitkraft.

## Veränderungen und Ergebnisse
Durch die operative Zusammenfassung unter ein eigenes Oberkommando und die finanzielle Loslösung aus dem allgemeinen Streitkräfteetat wurden die Spezialeinsatzkräfte völlig unabhängig von ihren Mutterteilstreitkräften. Gleichzeitig wurde eine standardisierte, aufeinander abgestimmte Ausbildung, Ausrüstung und Organisation möglich, die sich positiv auf Qualität und Quantität der Einsatzmittel und Einsatzfähigkeit auswirkte und die Effizienz der verwendeten Gelder optimierte. Die nicht mehr vorhandene finanzielle Konkurrenzsituation wirkte sich zusätzlich förderlich auf die Akzeptanz der Spezialeinsatzkräfte innerhalb der Streitkräfte aus.

## Verweise